# Нефелогілея

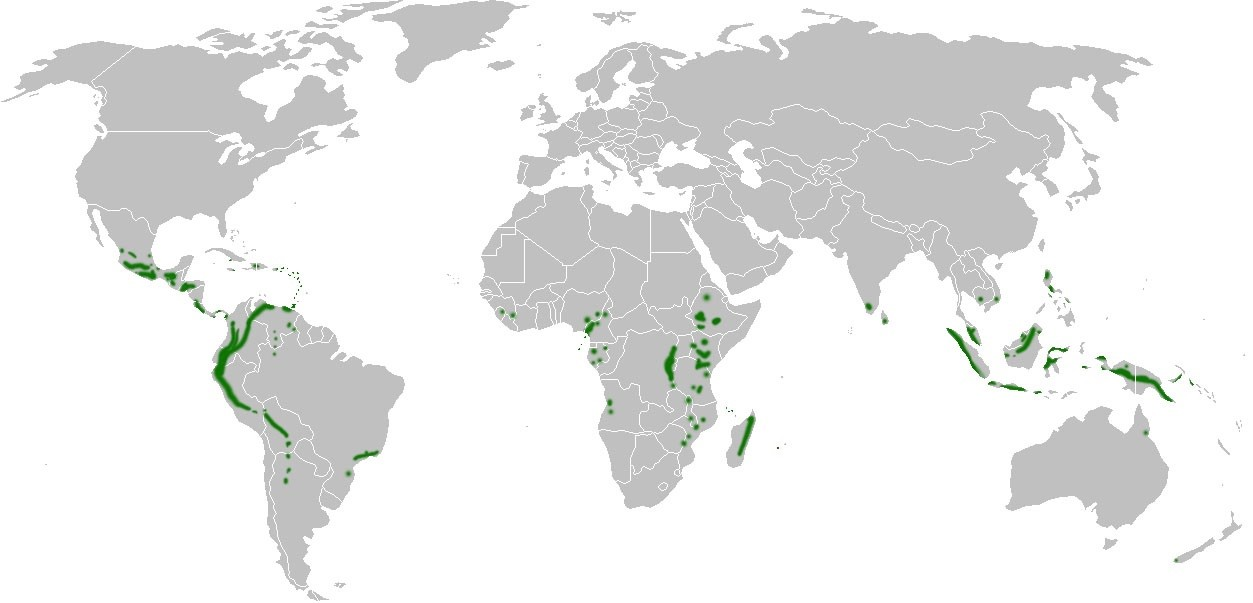
Поширення хмарних лісів на планеті

Нефелогілея; хмарні, туманні, або мохові ліси — вид біому, зазвичай тропічний або субтропічний вічнозелений гірський дощовий ліс, що характеризується великою частотою укриття низькими хмарами, часто на рівні крон. Хмарні ліси часто також характеризуються великою кількістю мохового вкриття ґрунту та стовбурів дерев, у цьому випадку вони також називаються «моховими лісами». Ці ліси часто розвиваються на перевалах гір, де волога хмар найкраще утримується.

## Розташування та клімат

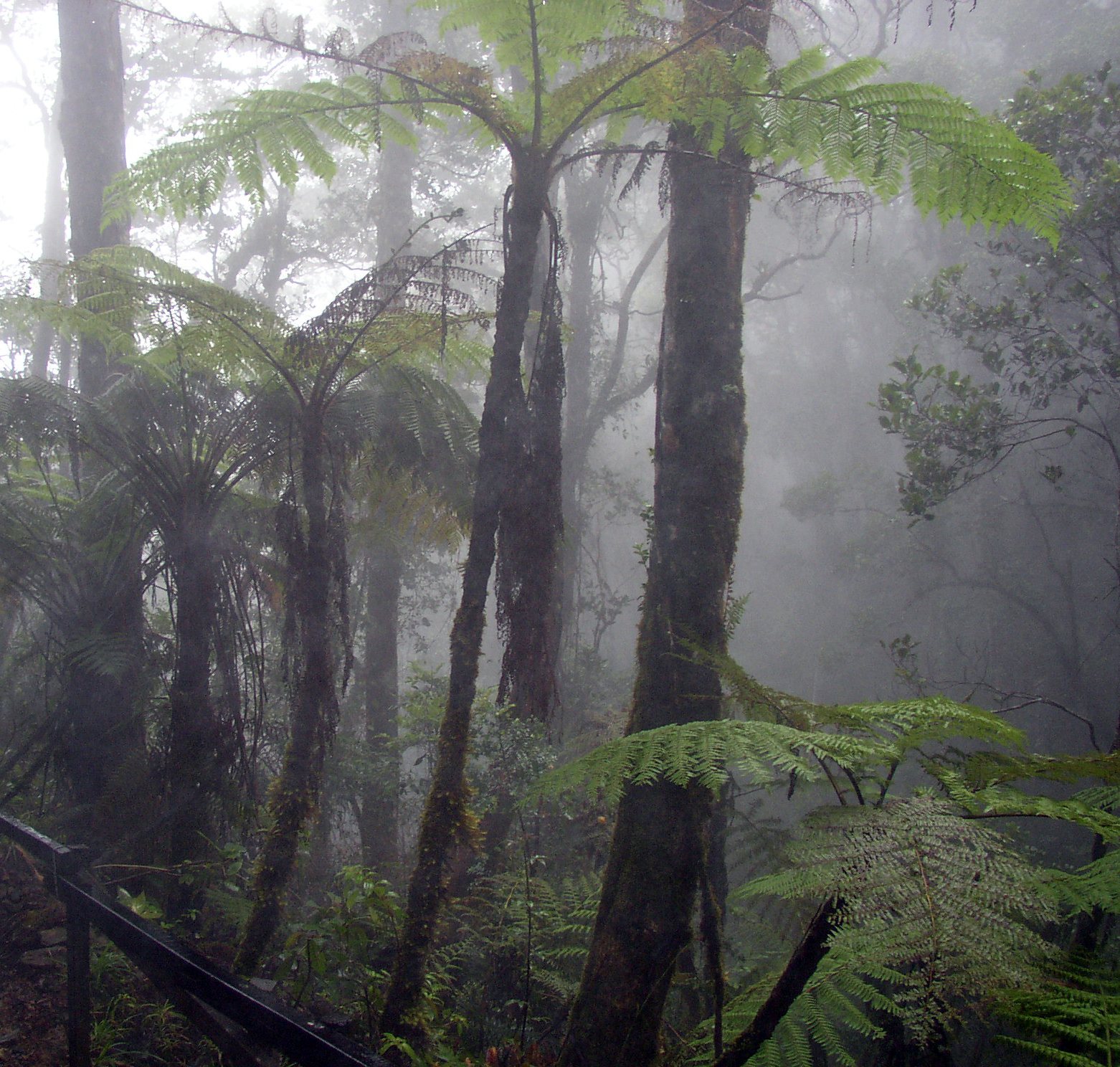
Деревоподібні папороті у хмарному лісі на горі Кінабалу, Борнео

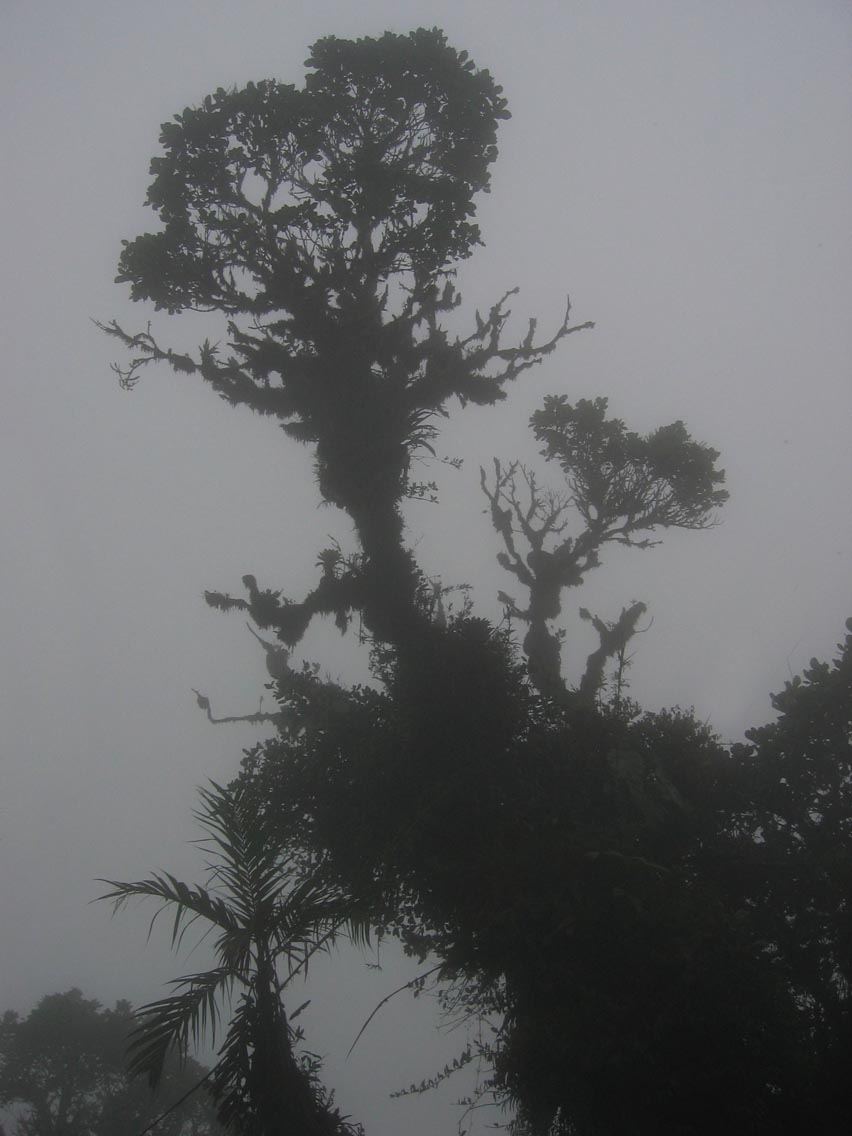
Хмарний ліс на панамській стороні Міжнародного парку Ла-Амістад

Залежно від місцевого клімату, який залежить від відстані до моря, експозиції і широти (від 23° пн.ш. до 25° пд.ш.), висота коливається від 500 м до 4000 м над рівнем моря. Як правило, це відносно невеликий терен, на якому висота атмосферного середовища підходить для розвитку хмарного лісу, що характеризується стійкими туманами на рівні росту рослинність, що призвело до скорочення прямих сонячних променів і, отже, сумарного випаровування. У туманних лісах, більша частина опадів випадає у вигляді крапельного туману, де туман конденсується на листі дерев, а потім капає на землю.
Щорічна кількість опадів може коливатися від 500 до 10000 мм/рік і середній температурі від 8 до 20 ° С
Наразі хмарний ліс є широко використовуваним терміном, в деяких регіонах ці екосистеми або певні типи хмарного лісу називають моховим лісом, лісом ельфів, гірськими хащами, і лісом карликових хмар.
Визначення хмарного лісу можуть бути неоднозначними, і багато країн, не використовують термін (вживаючі такі терміни, як ліси Гірської Африки і верхні гірські тропічні ліси, гірські лаврові ліси, або місцеві терміни на кшталт болівійського Юнгас),, а іноді субтропічні і навіть ліси помірного поясу, які схожі за метеорологічними умовами з хмарними лісами.